# Carlo Mamo
Carlo Mamo (Tarxien, 23 aprile 1979) è un ex calciatore maltese, di ruolo difensore.

## Carriera

### Club
Ha giocato nella massima serie del campionato maltese con varie squadre.

### Nazionale
Con la nazionale maltese ha esordito nel 2002.

## Palmares
- Campionato maltese: 1

Marsaxlokk: 2006-2007